# 岡山県道322号中福田湯原線
岡山県道322号中福田湯原線（おかやまけんどう322ごう なかふくだゆばらせん）は、岡山県真庭市を通る一般県道である。

## 概要
この道路は旭川にある湯原ダムの天端を通る。

### 路線データ
- 起点：岡山県真庭市蒜山中福田（国道482号交点）
- 終点：岡山県真庭市田羽根（国道313号交点）
- 総延長：21.5 km

## 路線状況

### 道路施設

#### トンネル
- 土伏（つちぶせ）トンネル：延長280 m、1992年（平成4年）竣工、真庭市
- 湯原第一号トンネル：延長31 m、1955年（昭和30年）竣工、真庭市
- 湯原第二号トンネル：延長90 m、1955年（昭和30年）竣工、真庭市

## 地理

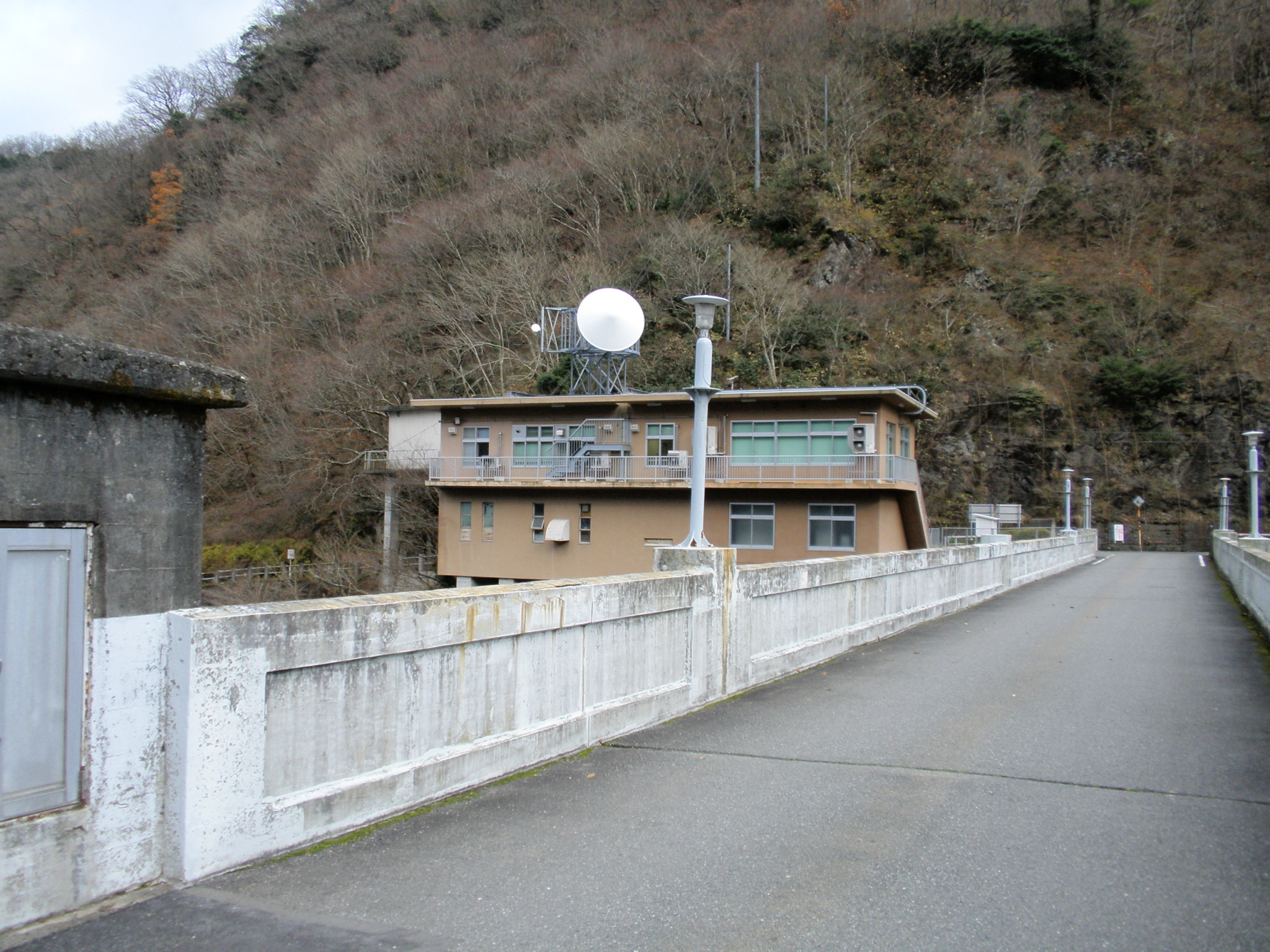
ダム天端を通る県道322号と管理事務所

### 通過する自治体
- 真庭市

### 交差する道路
| 交差する道路                                 | 交差する場所 | 交差する場所 |
| -------------------------------------------- | ------------ | ------------ |
| 国道482号                                    | 蒜山中福田   | 起点         |
| 岡山県道702号八束川上自転車道線 重複区間起点 | 蒜山西茅部   |              |
| 岡山県道702号八束川上自転車道線 重複区間終点 | 蒜山西茅部   |              |
| 岡山県道324号東茅部下福田線                  | 蒜山東茅部   |              |
| 岡山県道447号粟谷美甘線                      | 粟谷         |              |
| 岡山県道323号種見明戸線                      | 種           |              |
| 国道313号                                    | 田羽根       | 終点         |

### 沿線
- 蒜山
- 中国四国酪農大学校
- 旭川
- 湯原ダム（湯原湖）
- 湯原温泉